# Scrophularia alata
Scrophularia alata är en flenörtsväxtart som beskrevs av Asa Gray. Scrophularia alata ingår i släktet flenörter, och familjen flenörtsväxter. Utöver nominatformen finns också underarten S. a. borealikoreana.